# شانکار آکاریا
شانکار آکاریا (به هندی: शंकर आचार्य) (زاده ۱۹۴۵) کارآفرین، اقتصاددان، سرمایه‌دار، بانکدار و مدیر ارشد اجرایی هندی است، که در حال حاضر به‌عنوان مدیر عامل اجرایی کوتاک ماهیندرا بانک فعالیت می‌کند.